# Mandator
El mandator, (en grec medieval μανδάτωρ, en llatí mandator plural mandatores, "missatger") era un oficial subaltern de l'Imperi Romà d'Orient. Els mandatores eren un cos de missatgers per a missions especials que existien als estats majors de tots els alts oficials civils i militars, com els estrategs (comandants dels temes), els comandants dels tagmes, els logotetes i altres. Els manava un protomandator (πρωτομανδάτωρ "primer mandator"), un oficial de rang mitjà.
Els mandators s'han de diferenciar del mandator imperial (βασιλικός μανδάτωρ basilikós mandátor) que era un títol honorífic, un dels títols més baixos de la cort, destinat als "homes amb barba ", és a dir, no eunucs. Segons el Cletorològion, que és la llista més extensa conservada de càrrecs i precedències de la cort de l'Imperi Romà d'Orient, escrit el 899, la insígnia dels mandators imperials era un bastó vermell. Juntament amb altres títols inferiors, els mandators imperials eren anomenats "homes de l'emperador" (basilikoi anthrōpoi) i els dirigia col·lectivament un funcionari que tenia el títol de protoespatari de l'emperador (protospatharios tōn basilikōn).
Tant els mandators com els mandators imperials, i els protomandators estan documentats des del segle vii al XI. Sembla que a partir d'aquesta data van desaparèixer. El bizantinista francès Rodolphe Guilland suggereix que van ser substituïts pels tzausios (τζαούσιος) (del turc çavuş, que significaria estafeta o missatger).